# Гробница Акбара Великого
Гробница Акбара Великого (урду مقبرہ بادشاہ جلال الدین اکبر‎) — усыпальница падишаха Акбара I Великого, одного из самых известных и почитаемых мусульманских правителей Индии, покровителя науки и искусств. Архитектурный шедевр эпохи Великих Моголов. Расположена в Сикандре, пригороде города Агра (в 8 километрах к северо-западу от центра города), штат Уттар-Прадеш, Индия.

## История
Акбар Великий сам выбрал место для своего мавзолея и начал строительство ещё при жизни, как это было принято у тимуридов, — примерно в 1600 году. Закончено сооружение гробницы было сыном Акбара Великого Джахангиром в 1613 году.
В начале XVII века гробница Акбара Великого подверглась разграблению племенем джат, при этом были утрачены золотые и серебряные пластины, которыми был обшит саркофаг, а также драгоценные ковры.

## Архитектура
Гробница Акбара Великого представляет собой мемориальный комплекс, расположенный на территории парка площадью около 48 гектар. Парк имеет квадратную форму, окружён стеной с четырьмя воротами. Трое из четырёх ворот не настоящие, попасть в парк можно только через одни ворота — южные или Ворота Великолепия. Ворота построены из традиционного тёмно-красного песчаника и выложены разноцветной узорчатой плиткой с геометрическим, растительным и каллиграфическим орнаментом. С четырёх углов ворот расположены минареты из белого мрамора, который в начале XVII века был в Индии новым и необычным строительным материалом.
Широкая мощёная дорога ведёт от южных ворот к зданию мавзолея, построенному в традиционном стиле. Его отделка скромнее, чем у Ворот Великолепия, его отличает строгость и чёткая проработанность деталей. Мавзолей имеет пирамидальную форму и состоит из пяти ярусов. Верхний ярус выполнен также из мрамора и увенчан четырьмя чатри. Главный вход пештак увенчан чапаркатом.
В середине мавзолея — открытый двор, в центре которого установлен символический саркофаг Акбара Великого, расписанный арабской вязью. Однако это всего лишь имитация, подлинное захоронение Акбара Великого и его двух жён находится в катакомбах под усыпальницей. Первоначально планировалось, что здание мавзолея будет завершаться огромным мраморным куполом, но этого не случилось.